# Nazionale maschile di calcio a 5 del Turkmenistan
La nazionale di calcio a 5 del Turkmenistan è, in senso generale, una qualsiasi delle selezioni nazionali di Calcio a 5 della Türkmenistan Futbol Federasiýasy che rappresentano il Turkmenistan nelle varie competizioni ufficiali o amichevoli riservate a squadre nazionali.
La nazionale turkmena non ha una particolare storia alle spalle: tra le selezioni centroasiatiche è quella che si è affacciata per ultima sulla ribalta internazionale, infatti solo nel 2002 ha inoltrato iscrizione all'AFC Futsal Championship, ritirandosi poi prima dell'inizio della competizione dove era stata inserita nel girone B. L'anno successivo si ripete la situazione, mentre nel 2004 la squadra non si presenta nemmeno al traguardo delle iscrizioni, i turkmeni possono fare quindi il loro vero esordio solo all'AFC Futsal Championship 2005 dove le nazionali, tutte concentrate a Ho Chi Minh City, vengono divise in sei gironi, il Turkmenistan non supera il primo girone finendo nella Plate Competition dove giunge seconda nel girone, mancando la qualificazione alle semifinali.
Nel 2006 la selezione centroasiatica supera le qualificazioni ma giunge terza eliminata nel girone D, l'anno successivo a causa della sciagurata sconfitta per mano della Corea del Sud manca la prima storica qualificazione al secondo turno dopo la vittoria tre giorni prima ai danni della più quotata Australia. Nell'edizione 2008 che portava alla qualificazione al FIFA Futsal World Championship, l'Australia invece non da scampo ai turkmeni nella riedizione dell'anno precedente battendoli per 3-1 e di fatto escludendoli dal secondo turno.

## Risultati nelle competizioni internazionali

### FIFA Futsal World Championship
- 1989 - Non presente
- 1992 - Non presente
- 1996 - Non presente
- 2000 - Non presente
- 2004 - Non presente
- 2008 - Non qualificata
- 2012 - Non qualificata
- 2016 - Non qualificata
- 2021 - Non qualificata
- 2024 - Ritirata

### AFC Futsal Championship
- 1999 - Non presente
- 2000 - Non presente
- 2001 - Non presente
- 2002 - Ritirata
- 2003 - Ritirata
- 2004 - Non presente
- 2005 - Primo turno
- 2006 - Primo turno
- 2007 - Primo turno
- 2008 - Primo turno
- 2010 - Primo turno
- 2012 - Primo turno
- 2014 - Non qualificata
- 2016 - Non qualificata
- 2018 - Non qualificata
- 2022 - Primo turno
- 2024 - Ritirata